# Pleurophora patagonica
Pleurophora patagonica är en fackelblomsväxtart som beskrevs av Carlos Luis Spegazzini. Pleurophora patagonica ingår i släktet Pleurophora och familjen fackelblomsväxter. Inga underarter finns listade i Catalogue of Life.